# Monumento a la Madre (México)
El Monumento a la Madre es una construcción en honor a las madres mexicanas ubicado en Ciudad de México, inaugurado el 10 de mayo de 1949. Fue destruida el 19 de septiembre de 2017 tras un sismo de magnitud 7.1° en la escala de Richter que sacudió a la Ciudad de México, y reinaugurada el 21 de noviembre de 2018.

## Historia

### Construcción original
En México, la idea de rendir homenaje a las madres con un monumento, surge en el año 1922, cuando el entonces Secretario de Educación Pública, José Vasconcelos y el periodista Rafael Alducín, fundador del diario Excélsior, buscando rendir “un homenaje de amor y ternura”, fomentan la celebración a las madres el 10 de mayo.
Ese mismo día, pero de 1944, el entonces presidente Manuel Ávila Camacho colocó la primera piedra de lo que sería el Monumento a la Madre, siendo inaugurado por Miguel Alemán Valdés el 10 de mayo de 1949

### Homenajes
El homenaje a Carmen Salinas en el Monumento a la Madre de la Ciudad de México se llevó a cabo el 11 de diciembre de 2021. El evento fue de cuerpo presente y contó con la presencia de familiares, amigos y fans de la actriz. 
El productor Juan Osorio organizó el homenaje para que los seguidores de Carmen Salinas pudieran despedirse de ella.

### Colapso y reconstrucción
El 19 de septiembre de 2017 colapsó por completo la escultura central del monumento a causa de un sismo de 7.1 grados que sacudió a la Ciudad de México alrededor de las 13:14 horas.
El 21 de noviembre de 2018, el Gobierno de la Ciudad de México reinauguró el monumento. 
Fue reconstruido utilizando las piezas originales a partir de maquetas de trabajo y modelos perimetrales de volumetría. El proyecto corrió a cargo del arquitecto Gabriel Mérigo.

## Diseño
El Monumento a la Madre se encuentra en el Jardín del Arte, entre las calles de Sullivan, Villalongín y la Avenida de los Insurgentes, dividiendo las colonias Cuauhtémoc y San Rafael (en la delegación Cuauhtémoc). Se conforma por tres esculturas; un hombre de rasgos indígenas en posición de escribir, una mujer también con rasgos indígenas, con una mazorca de maíz, símbolo de fertilidad, y la figura más grande es la de una mujer, la madre, con un niño en brazos, con un vestido largo y con rebozo.
Cuenta también con una placa con la siguiente inscripción: «A la que nos amó antes de conocernos» con fecha de inauguración del 10 de mayo de 1949. El 1 de junio de 1998 a esta placa se le añadió una segunda que lee «Porque su maternidad fue voluntaria». La autoría de esta segunda placa fue obra de un grupo feminista, entre cuyas integrantes se encontraba Esperanza Brito de Martí, reivindicando así el derecho de la mujer a decidir sobre su propio cuerpo y la maternidad libre y voluntaria. Aunque esta segunda placa desapareció de forma misteriosa sin que se llegara a saber quién lo hizo, fue colocada de nuevo por las feministas.